# Assimilação colonial

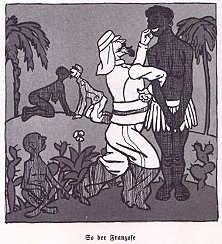
Detalhe de um cartum alemão sobre a política de assimilação da França (1904)

A política de assimilação foi uma tentativa da França e de Portugal de destruir a tradição cultural de suas colônias africanas e, através da sua europeização, formar uma elite privilegiada que colaborasse com os colonizadores.

## Descrição
A ideia formulada em 1895 por Arthur Girault correspondia à crença de que a nação francesa sempre fora capaz de aculturar outros povos e de que ela teria até mesmo obrigação moral de assim agir. Leis promulgadas em 1921 em Portugal (Estatuto do indígena) e em 1924 na França (indigénat) dividiram os povos da África entre indígenas (Indigènes) e assimilados (Assimilées). Os assimilados podiam, por exemplo, adquirir propriedade e não eram obrigados pelas autoridades a trabalhar em obras públicas. Porém, tinham que prestar o serviço militar e trabalhar para o serviço público, apresentar formação escolar em francês e português, comprovar a posse de bens e manter uma vida cristã. Diferente das colônias francesas, a quantidade de assimilados nas colônias portuguesas permaneceu mínimaː Angola tinha a maior taxa, com 0,77%.
Em 1946, a França concedeu, a todos os colonizados africanos, direitos civis. Já Portugal cancelou, em 1954/61, o status de assimilado, acabou com o trabalho forçado e defendeu, no lugar disso, o lusotropicalismo.